# Lacinularia elongata
Lacinularia elongata är en hjuldjursart som beskrevs av K.S. Shephard 1896. Lacinularia elongata ingår i släktet Lacinularia och familjen Flosculariidae. Inga underarter finns listade i Catalogue of Life.